# Trône (stație de metrou din Bruxelles)
fr  Trône / nl  Troon  este o stație de metrou situată în Orașul Bruxelles, în Regiunea Capitalei Bruxelles din Belgia.

## Istoric
Stația a fost deschisă pe 22 decembrie 1970, sub numele de Luxembourg / Luxemburg, ca parte a primei linii de premetrou între Madou și Porte de Namur / Naamsepoort. Din 2 octombrie 1988, ea a fost transformată în stație de metrou, odată cu inaugurarea liniei 2 de metrou a centurii mici între Simonis și Gare du Midi.. În 1992, numele stației a fost schimbat în Trône-Luxembourg / Troon-Luxemburg, iar un an mai târziu, în iunie 1993, stația a primit numele actual. Schimbarea numelui a fost decisă pentru a se evita confuzia cu Gara Bruxelles-Luxembourg, denumită până în 1992 Gara Bruxelles-Quartier Léopold / Brussel-Leopoldswijk. 
După restructurarea, în 2009, a rețelei de metrou, prin Trône / Troon circulă zilnic ramele liniilor 2 și 6. 

## Caracteristici
Stația este situată sub Piața Tronului, aflată pe mica centură a orașului Bruxelles, în apropierea Palatului Regal și Palatului Academiei. Lângă stație se află și Tunelul Trône / Troon, purtând aceeași denumire ca și stația și care se întinde între Piața Tronului și strada Luxemburg. Tot în apropierea stației de metrou se găsește și stația de autobuz Trône / Troon, un important punct de oprire pentru autobuzele MIVB-STIB. În plus, aceste autobuze deservesc și Gara Bruxelles-Luxembourg, ceea ce face ca traseul Bruxelles-Luxembourg – Trône / Troon să fie una din cele mai aglomerate axe ale transportului public din Bruxelles.
În contrast cu majoritatea majorității stațiilor metroului din Bruxelles, la Trône / Troon  nu este expusă nici o lucrare de artă.

## Legături

### Linii de metrou ale STIB
- 2 Simonis – Elisabeth
- 6 Roi Baudouin / Koning Boudewijn – Elisabeth

### Linii de autobuz ale STIB
- 27 Andromède / Andromeda – Gara de Sud
- 34 Porte de Namur / Naamsepoort – Rond-point du Souverain / Vorstrondpunt // Sainte-Anne / Sint-Anna
- 38 Gara Centrală – Héros / Helden
- 54 Forest / Vorst (Bervoets) – Trône / Troon
- 64 Porte de Namur / Naamsepoort – Machelen
- 71 De Brouckère – Delta
- 80 Porte de Namur / Naamsepoort // Merode – Georges Henri // Jules Bordet // Bordet
- 95 Piața Mare – Wiener

### Linii de autobuz STIBNoctis
- N11 Uccle-Calevoet / Ukkel-Kalevoet – Gara Centrală

## Locuri importante în proximitatea stației
- Palatul Regal
- Palatul Academiei

## Galerie de imagini

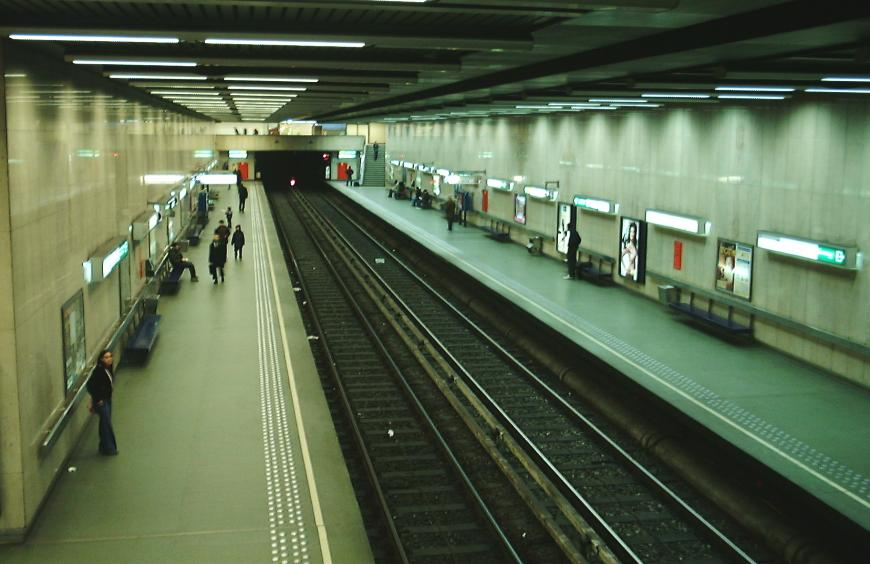
Stația Trône / Troon.
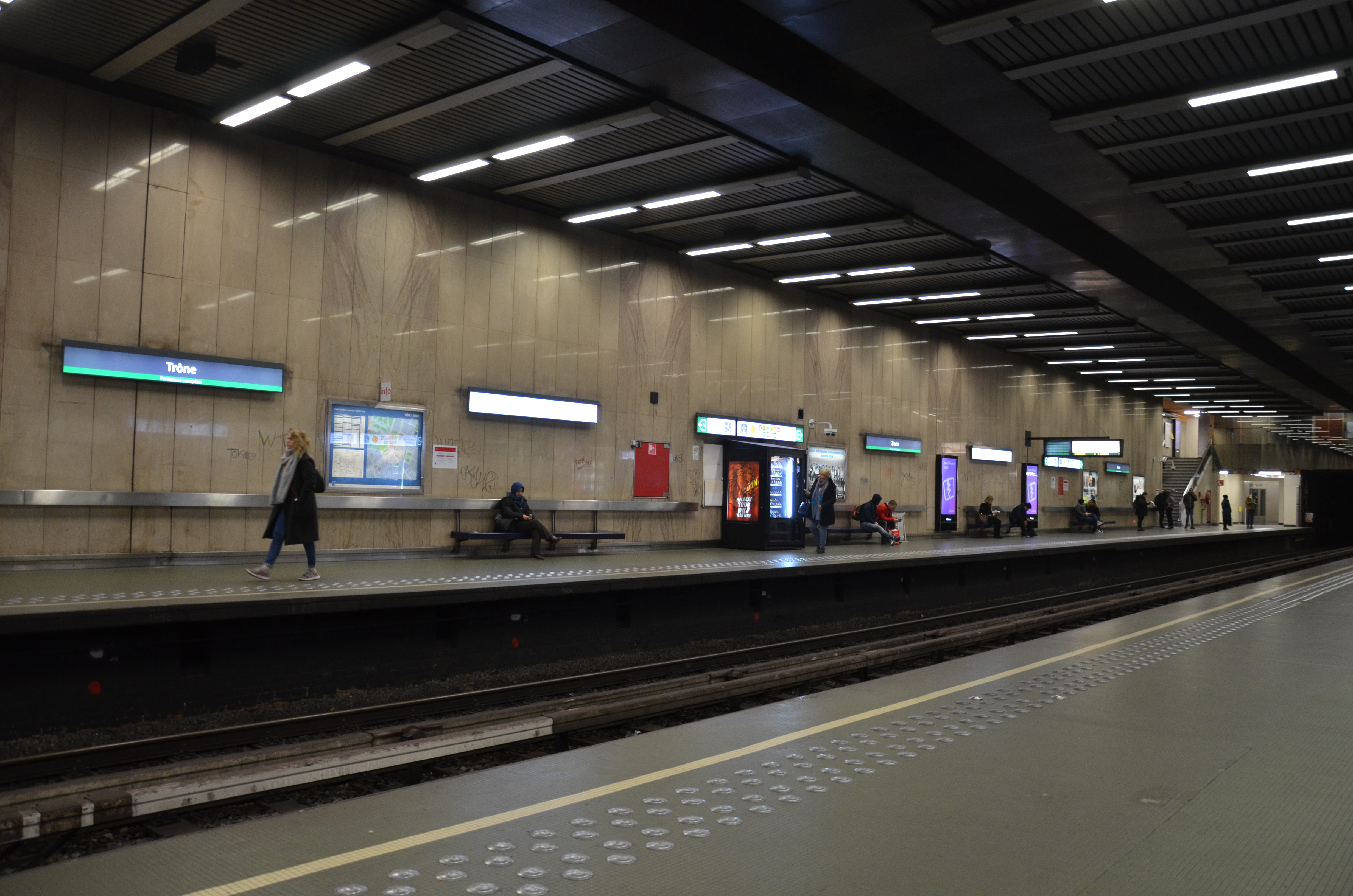
Stația Trône / Troon în 2017.